# Elwood Mead
Elwood Mead (16 de enero de 1858, Patriot, Indiana - 26 de enero de 1936, California) fue un profesor, político e ingeniero estadounidense, que dirigió el Bureau of Reclamation (una oficina dependiente del Departamento de Interior de Estados Unidos, que dirige los proyectos hidráulicos) desde 1924 hasta su muerte en 1936.
Durante su mandato fue responsable de supervisar algunos de los proyectos más complejos jamás diseñados por la Bureau of Reclamation, como la presa Hoover en el río Colorado, la presa Grand Coulee en el río Columbia o la presa Owyhee en el homónimo río Owyhee.

## Juventud
Mead se crio en Indiana y se graduó en ciencias por la Universidad Purdue. Un año después, en 1883, obtuvo el doctorado en ingeniería civil en la Iowa State University. Más tarde, impartió clases de matemáticas en el Colorado Agriculture College de 1883 a 1884, y de 1886 a 1888.

## Servicio público

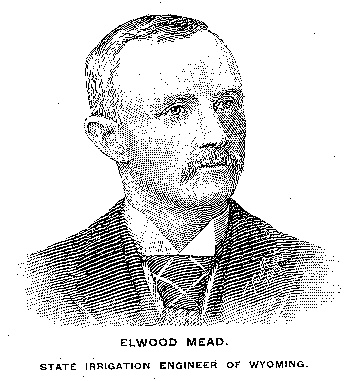
Retrato de Elwood Mead.

En 1888 se convirtió en el ingeniero territorial y estatal de Wyoming. De 1888 a 1899, fue clave para hacer el borrador de las leyes acuáticas de Wyoming y Colorado.
En 1907, Mead fue nombrado presidente de la Comisión de Ríos Estatales y Suministro de Agua de Victoria, Australia. En 1915, volvió a los Estados Unidos para ejercer de profesor de Instituciones Rurales de la Universidad de California, y presidente del California Land Settlement Board. Ostentó estos cargos hasta 1924, cuando se convirtió en el presidente del Bureau of Reclamation. En 1923 y en 1927, viajó a Palestina para colaborar con los sionistas en los planes de irrigación y desarrollo.